# Fernando Sucre

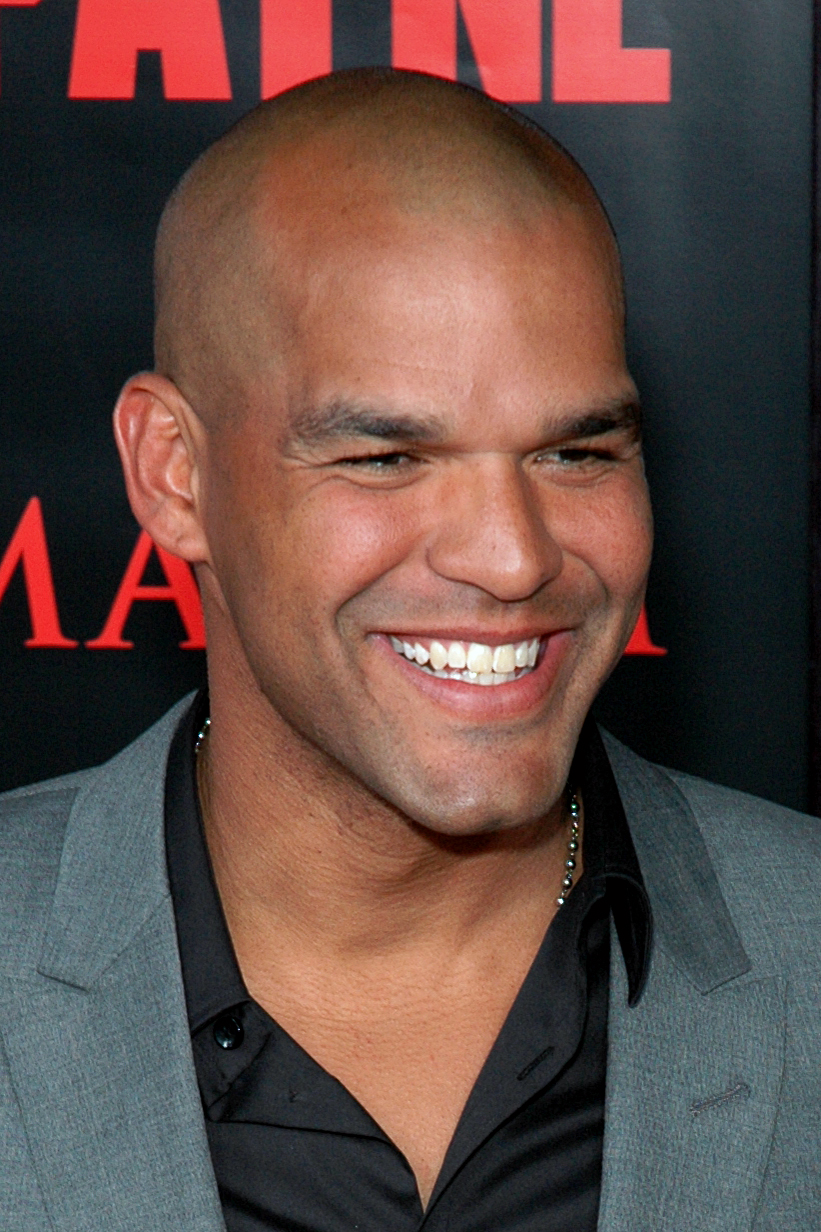
Nolasco, de acteur die Fernando Sucre speelt

Fernando Sucre is een personage uit de Amerikaanse serie Prison Break, gespeeld door Amaury Nolasco.

## Biografie
Fernando Sucre is geboren en opgegroeid in Chicago. Ook al was hij geen vreemde voor de straat, hij wist zich altijd buiten wettelijke problemen te houden.
Dat was totdat op een zekere avond, Sucre een slijterij beroofde met een vuurwapen om iets voor zijn vriendin, Maricruz, te kopen. De politie was er echter al voordat Sucre de kans had te vluchten en arresteerde hem onmiddellijk. Even later blijkt dat Sucre verraden is door zijn neef Hector. Op het scherm van Hectors mobiele telefoon staat namelijk nog het alarmnummer.
Sinds hij vastzit in Fox River is Sucre altijd een modelgevangene geweest. Hij wil zo kort mogelijk vastzitten zodat hij vrijgelaten kan worden en met Maricruz kan gaan trouwen. Daarom twijfelt hij lang of hij wel mee moet doen met het ontsnappingsplan van Michael. Als hij hoort dat Hector met Maricruz wil gaan trouwen, gaat hij toch akkoord en besluit hij mee te helpen om uit te breken.
Sucre heeft Maricruz drie jaar geleden ontmoet en sindsdien zijn ze samen geweest. Vijf maanden nadat Sucre vastzat verhuisde Maricruz naar New York waar ze voor een groot modehandelaar in Manhattan ging werken.
Een maand later verhuisde Sucre’s neef, Hector Avila, ook naar New York. Hij vertelde zijn vrienden dat het bedrijf waar hij voor werkte hem overplaatste naar New York, maar de mensen die hem goed kenden dachten al dat hij op deze manier dichter bij Maricruz kon zijn. In seizoen 2 gaan de twee met elkaar trouwen, maar voor het altaar besluit Maricruz nee te zeggen.
Uiteindelijk ontmoet Sucre zijn vriendin weer in Ixtapa (Mexico). Maar dan verschijnt Bellick op het toneel, die Maricruz opsluit, en moet Sucre hem helpen de 5 miljoen van T-Bag te pakken, om Maricruz terug te krijgen. Als Bellick wordt opgepakt, blijft Sucre verslagen achter, zonder enig spoor van de verblijfplaats van Maricruz.
Fernando Sucre heeft ook weer een hoofdrol in het derde seizoen van Prison break. Omdat hij in Mexico nog steeds gezocht wordt besluit hij na de moord op Sara Tancredi Michael en Lincoln te helpen door grafdelver te worden van de Sona gevangenis.
Maar als hij meer en meer rond de gevangenis rondhangt, wordt hij opgemerkt en gechekt. Hierdoor wordt hij verraden en weten ze dat hij een voortvluchtige is. Hij wordt in aflevering 12/13 in Sona gevangengezet.

## Trivia
- Sucre is aan het eind van seizoen 2 de enige voortvluchtige van de originele Fox River Eight die nog steeds op de vlucht is. Abruzzi, Tweener en Haywire zijn vermoord door Alexander Mahone, C-Note en Lincoln zijn vrij man verklaard en Michael en T-Bag zitten - samen met Mahone en Bellick - in de gevangenis in Panama.